# أرتور دايسون
أرتور دايسون (9 يناير 1911 بلشبونة في البرتغال - 14 أكتوبر 1985) هو لاعب كرة قدم برتغالي في مركز حراسة المرمى. شارك مع منتخب البرتغال لكرة القدم. أما مع النوادي، فقد لعب مع سبورتينغ لشبونة ونادي بنفيكا ونادي بيلينينسش.

## وصلات خارجية
- أرتور دايسون على موقع قاعدة بيانات كرة القدم.إي يو (الإنجليزية)